# Hydnocarpus anthelmintica
Hydnocarpus anthelminticus es una especie de planta herbácea perteneciente a la familia Achariaceae.

## Descripción
Son árboles, o arbustos, con menor frecuencia de hoja perenne, que alcanzan un tamaño de 7-20 (-30) m de altura, con el tronco estrictamente recto, corteza gris-marrón; ramillas gruesas, ligeramente agrandados en los nodos. Pecíolo 5-15 mm, glabro; hoja verde cuando está fresca, a menudo café rojizo, lanceoladas, ovado-lanceoladas u oblongas, (7 -) 10-20 (-30) × 3-8 cm. Las inflorescencias axilares. Flores unisexuales sobre todo, verde amarillento o rosado, fragantes. El fruto es un baya globosa, de 8-12 cm de diámetro. Semillas numerosas, 30-50 (-100), 1.5 a 2.2 × 1-1,7 cm. Fl. Septiembre, fr. Nov-junio del próximo año.

## Distribución y hábitat
Se encuentra en las selvas tropicales o bosques de hoja ancha siempre verdes; a una altitud de 300-1300 metros en Guangxi, Yunnan, cultivada en Guangxi, Hainan y Taiwán, Camboya, Tailandia y Vietnam.

## Distribución
Se encuentra en Asia tropical distribuida por Camboya; Tailandia y Vietnam.

## Propiedades
Es una de las 50 hierbas fundamentales usadas en la medicina tradicional china, donde tiene el nombre chino de:  dà fēng zǐ (大风子).

## Taxonomía
Hydnocarpus anthelminticus fue descrita por  Pierre ex Laness. y publicado en  Bulletin de la Société Botanique de France 55: 522. 1866.